# QR-decompositie
In de lineaire algebra is een QR-decompositie van een vierkante matrix {\displaystyle A} een opsplitsing van die matrix in een product 
{\displaystyle A=QR}
van een orthogonale matrix {\displaystyle Q} en een bovendriehoeksmatrix {\displaystyle R}.  QR-decompositie kan gegeneraliseerd worden voor niet-vierkante matrices, waarbij de bovendriehoeksmatrix geen vierkante matrix is, maar dezelfde afmetingen heeft als {\displaystyle A}.
QR-decompositie wordt bij de kleinste-kwadratenmethode veel gebruikt voor het oplossen van het stelsel lineaire vergelijkingen. Het is de basis voor het QR-algoritme, een speciaal algoritme voor het eigenwaarde-probleem.
Als de matrix {\displaystyle A} {\displaystyle n} lineair onafhankelijke kolommen heeft, vormen de eerste {\displaystyle n} kolommen van {\displaystyle Q} een orthonormale basis voor de kolommenruimte van {\displaystyle A}. In het bijzonder vormen voor {\displaystyle 1\leq k\leq n} de eerste {\displaystyle k} kolommen van {\displaystyle Q} een orthonormale basis voor de ruimte die wordt opgespannen door de eerste {\displaystyle k} kolommen van {\displaystyle A}. Als gevolg hiervan is de matrix {\displaystyle R} een driehoeksmatrix.
De QR-decompositie kan op verschillende manieren worden berekend :
- met de Gram-Schmidtmethode. Deze methode is numeriek niet stabiel.
- met householdertransformaties
- met givens-rotaties